# Novak Đoković
Ennek a cikknek a címe tartalmazza a következő betűket: Đ és ć. Ahol ezek nem állnak rendelkezésre vagy nem kívánatosak, ott a név Novak Djokovicként is szerepelhet.
Novak Đoković (szerbül: Новак Ђоковић, fonetikusan: [nôʋaːk dʑôːkoʋitɕ] kiejtéseⓘ), Belgrád, 1987. május 22. –) huszonnégyszeres Grand Slam-tornagyőztes, olimpiai bajnok szerb hivatásos teniszező.

## Életpályája
Eddigi karrierje során 98 ATP-tornát nyert meg egyéniben és egyet párosban. 24 Grand Slam-tornán diadalmaskodott, ezzel a tenisz történetében a férfiak között a legtöbb GS-győzelemmel ő rendelkezik. Tízszer győzött az Australian Openen, amelyen ő az egyetlen teniszező, aki háromszor egymás után is győzni tudott. Hétszer győzött a wimbledoni teniszbajnokságon, négyszer a US Openen és háromszor győzött a Roland Garrosonon is, így elmondhatja magáról, hogy megnyerte az összes Grand Slam-tornát, háromszor is teljesítette a karrier Grand Slamet. A 2008-as pekingi olimpián bronzérmet szerzett egyéniben. 2008-ban, 2012-ben, 2013-ban, 2014-ben, 2015-ben és 2018-ban megnyerte az ATP-világbajnokságot. Összesen 45 Masters-tornán diadalmaskodott, ezen belül hatszor az év végi világbajnokságon. A kiválóan sikerült 2015-ös szezonja során összesen 21 592 125 dollárt keresett meg a pénzdíjakból, ami rekordnak számít az ATP történetében.
2010 decemberében szerb játékostársaival megnyerte a Davis-kupát. 2011 januárjától 2011 júniusáig 41 (a Davis-kupán megnyert két mérkőzését is beleszámítva 43) meccses veretlenségi sorozatot állított fel, miközben hét tornagyőzelmet aratott. A győztes szériát Roger Federer szakította meg a Roland Garroson, így Đokovićnak nem sikerült beállítania John McEnroe 1984-es rekordját, aki azt az évet 42 győzelemmel kezdte, mielőtt kikapott volna Ivan Lendltől a Roland Garros döntőjében.

## Személyes háttere
Szülei Srđan és Dijana Đoković. Apai ágon montenegrói, anyai ágon horvát származású. Novakon kívül van még két fiatalabb fiuk, Đorđe és Marko, akik szintén teniszezők. Đoković 4 éves korától teniszezik, és 12 évesen kezdett járni a Nikola Pilić Akadémiára Münchenben. Szerbül, németül, angolul és olaszul beszél. Felesége Jelena Ristić, akivel 2014-ben házasodtak össze, és két gyerekük született.
Monte-Carlóban él, edzője Marian Vajda korábbi szlovák teniszező.
A pályán kívül sokszor parodizálja versenyzőtársait, legtöbbször olyanokat, akikkel baráti kapcsolatban áll. Ez Carlos Moyà ellen a US Open negyeddöntőjében elért győzelme után derült ki, amikor a közönséget Rafael Nadal és Marija Sarapova megszemélyesítésével szórakoztatta.
Szülei és az ATP segítségével hazája 2009-ben először rendezhetett ATP-tornát, Serbia Open néven. A torna salakos borítású, minden évben április végén-május elején kerül megrendezésre, így segíti a teniszezőket a felkészülésben a Roland Garrosra.
Đoković 2009-ben nyitotta meg első éttermét Belgrádban Novak néven.

## Teniszkarrier

### 2003–2005
Professzionális karrierje kezdetén Đoković Futures és Challenger tornákon játszott, hármat megnyerve az összes tornafajta közül, köztük a szolnoki Futures és a budapesti Challenger-tornát.

### 2006
A Hopman-kupán szerb versenyzőtársával, Ana Ivanovićtyal vett részt, ahol épphogy lemaradtak a döntőről.
A Roland Garroson a negyeddöntőig, Wimbledonban a nyolcaddöntőig menetelt. Első két ATP-tornáját Amersfoortban és Metzben nyerte meg. Az évet a világranglista 16. helyén zárta.

### 2007

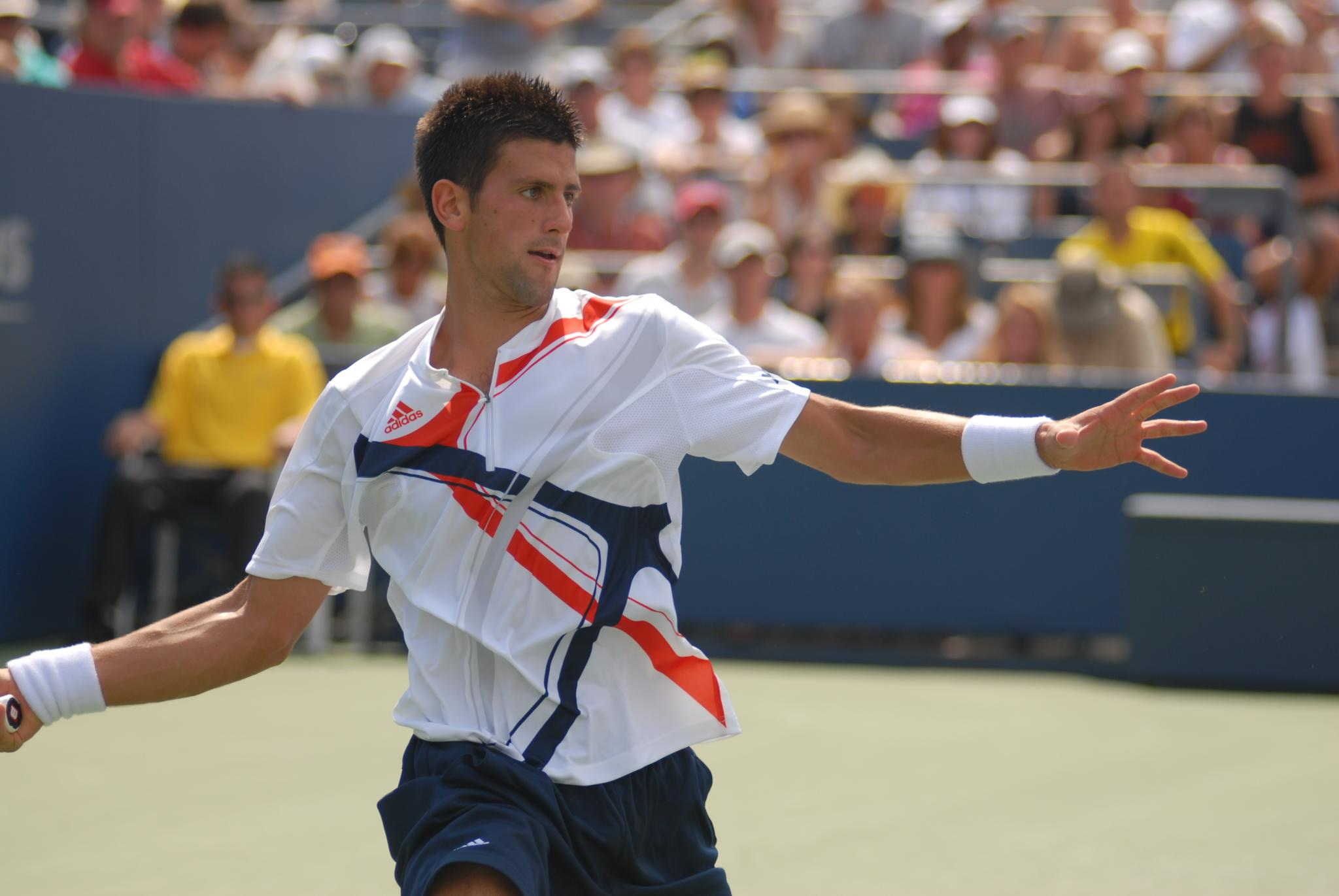
Đoković a 2007-es US Openen

Egy Adelaide-i tornagyőzelemmel kezdte a szezont, majd az Australian Openen a nyolcaddöntőig jutott, ahol Roger Federer győzte le. Februárban Rotterdamban az elődöntőig, Dubajban pedig a negyeddöntőig jutott, ahol szintén Federer búcsúztatta, ezúttal három szettben. Az év első Masters-tornáin döntőbe jutott, Indian Wellsben Rafael Nadaltól szenvedett vereséget, Miamiban viszont megnyerte élete első Masters-címét, a döntőben Guillermo Cañast legyőzve. Ezeknek az eredményeinek köszönhetően már a világranglista 7. helyére került.
A salakos szezonban megnyerte az estorili tornát, a döntőben Richard Gasquet-t legyőzve, Rómában és Hamburgban a negyeddöntőig jutott, majd a Roland Garroson bejutott élete első Grand Slam-elődöntőjébe, ahol a későbbi győztes Nadaltól szenvedett vereséget. Wimbledonban is az elődöntőig jutott, ahol sérülés miatt fel kellett adnia a meccset Nadal ellen.
Montréalban megnyerte második Masters-tornáját, a Canada Masterst. A negyeddöntőben a 3. kiemelt Andy Roddickot, az elődöntőben a második kiemelt Rafael Nadalt, a döntőben a világelső Roger Federert legyőzve, amivel ő lett az első versenyző Boris Becker (1994) óta, aki egy tornán megverte a világ három legjobb játékosát. Ezután a világranglista 3. helyére került, amit 2009 májusáig birtokolt.
A US Openen bejutott élete első Grand Slam-döntőjébe, ahol Federer három szettben jobbnak bizonyult nála, annak ellenére, hogy Đokovićnak az első két szettben összesen hét szettlabdája volt. Októberben begyűjtötte az ötödik tornagyőzelmét is 2007-ben: a bécsi torna döntőjében Stanislas Wawrinka ellen diadalmaskodott. Eredményeinek köszönhetően kvalifikálta magát az évzáró Tennis Masters Cupra, ahol azonban szettet sem tudott nyerni, kikapott Nadaltól, Gasquet-től és David Ferrertől is. Az évet a világranglista harmadik helyén zárta, Szerbiában pedig az év sportolójának választották.

### 2008

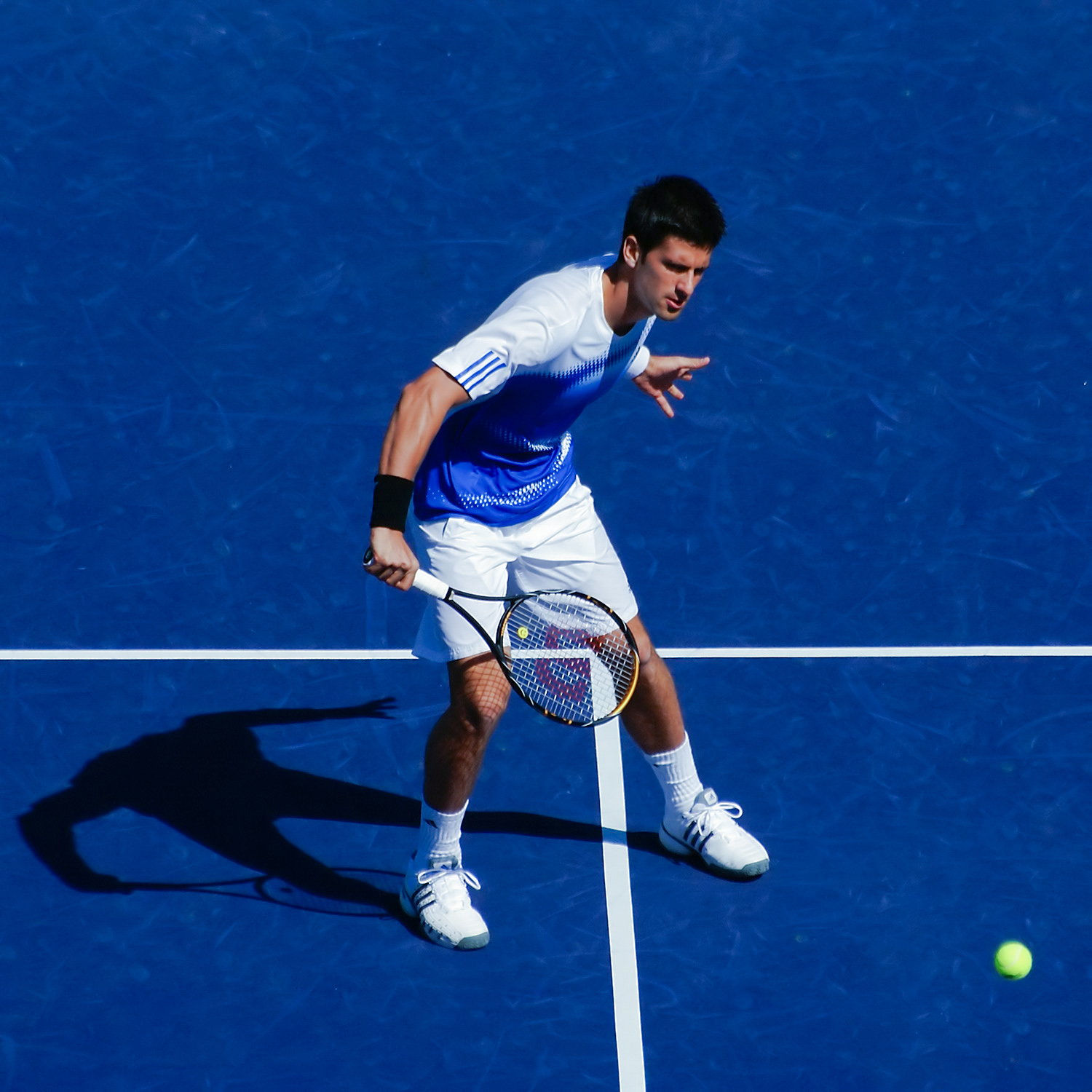
Novak Đoković röptézés közben

Đoković az évet a Hopman-kupával kezdte, amelyen Jelena Jankovićcsal indult el. Első kiemeltként jutottak a döntőbe, ahol a második kiemelt amerikai párostól, Serena Williamstől és Mardy Fish-től 2-1-re kikaptak.
Az Australian Openen játszmaveszteség nélkül jutott a döntőbe, az elődöntőben a világelső Roger Federert legyőzve. A fináléban a francia meglepetésembert, Jo-Wilfried Tsongát győzte le 4–6, 6–4, 6–3, 7–6(2) arányban, ezzel először nyert Grand Slam-tornát. Dubajban az elődöntőig menetelt, ott Andy Roddick búcsúztatta. Indian Wellsben ismét bejutott a döntőbe, ahonnan ezúttal már győztesen távozott, Mardy Fish-t legyőzve. Miamiban viszont nagy meglepetésre az első meccsén kiesett, így nem tudta megvédeni címét, és Rafael Nadaltól is messze került a világranglistán.
A salakos szezont Monte Carlóban kezdte, az elődöntőig jutott, ahol Roger Federer ellen feladni kényszerült a meccset. Rómában kis szerencsével jutott a döntőig, mivel a negyeddöntőben Nicolás Almagro, az elődöntőben pedig Radek Štěpánek is feladni kényszerült a meccsét ellene. A fináléban három szettben legyőzte a svájci Stanislas Wawrinkát, ezzel élete tizedik tornagyőzelmét, és negyedik Masters-címét begyűjtve. Hamburgban az elődöntőig jutott, de Rafael Nadaltól kikapott egy magas színvonalú, háromszettes mérkőzésen, amelynek tétje a világranglista 2. helye volt. A Roland Garroson ismét Nadallal találkozott az elődöntőben, ahol három szettes vereséget szenvedett a későbbi győztestől. A füves szezont a londoni Queen's Clubban kezdte, ahol bejutott élete első füves pályás döntőjébe, de Nadal ismét az útjába állt. Wimbledonban nagy meglepetésre simán kikapott a második fordulóban a kiszámíthatatlan Marat Szafintól.
A Canada Mastersen nem sikerült megvédenie címét, a negyeddöntőben kikapott Andy Murraytől. Cincinnatiben viszont bejutott a fináléba, miután az elődöntőben nagyszerű játékkal megszakította Nadal 32 meccs óta tartó veretlenségi sorozatát. A döntőben viszont ismét Murray állt az útjába, és két tie-breakes szettben legyőzte az egyébként rosszul játszó, rengeteg hibát vétő Đokovićot. A pekingi olimpián bronzérmet szerzett: az elődöntőben egy újabb kiélezett meccsen kikapott Nadaltól, a bronzéremért viszont legyőzte az amerikai James Blake-et. A US Openen az elődöntőig jutott, ahol Roger Federer négy szettben legyőzte őt.
A fedett pályás szezont Bangkokban kezdte, ahol a döntőben kikapott Tsongától. A madridi és a párizsi tornán korán búcsúzott, kikapott Ivo Karlovićtól és Tsongától. Az évzáró Tennis Masters Cupra második kiemeltként érkezett, miután a világelső Rafael Nadal visszalépett a tornától. A csoportkörben Juan Martín del Potro és Nyikolaj Davigyenko ellen nyerni tudott, így csoportelsőként bejutott az elődöntőbe, annak ellenére, hogy a harmadik csoportmeccsen ismét kikapott Tsongától. Az elődöntőben a Nadal tartalékaként beugró Gilles Simon ellen szetthátrányból felállva tudott nyerni. A döntőben ismét Davigyenkóval állt szemben, és ezúttal is legyőzte az orosz játékost 6–1, 7–5 arányban, ezzel begyűjtötte negyedik tornagyőzelmét az évben. Az évet ismét a világranglista 3. helyén zárta, mindössze 10 pont lemaradással a 2. helyen álló Federer mögött.

### 2009

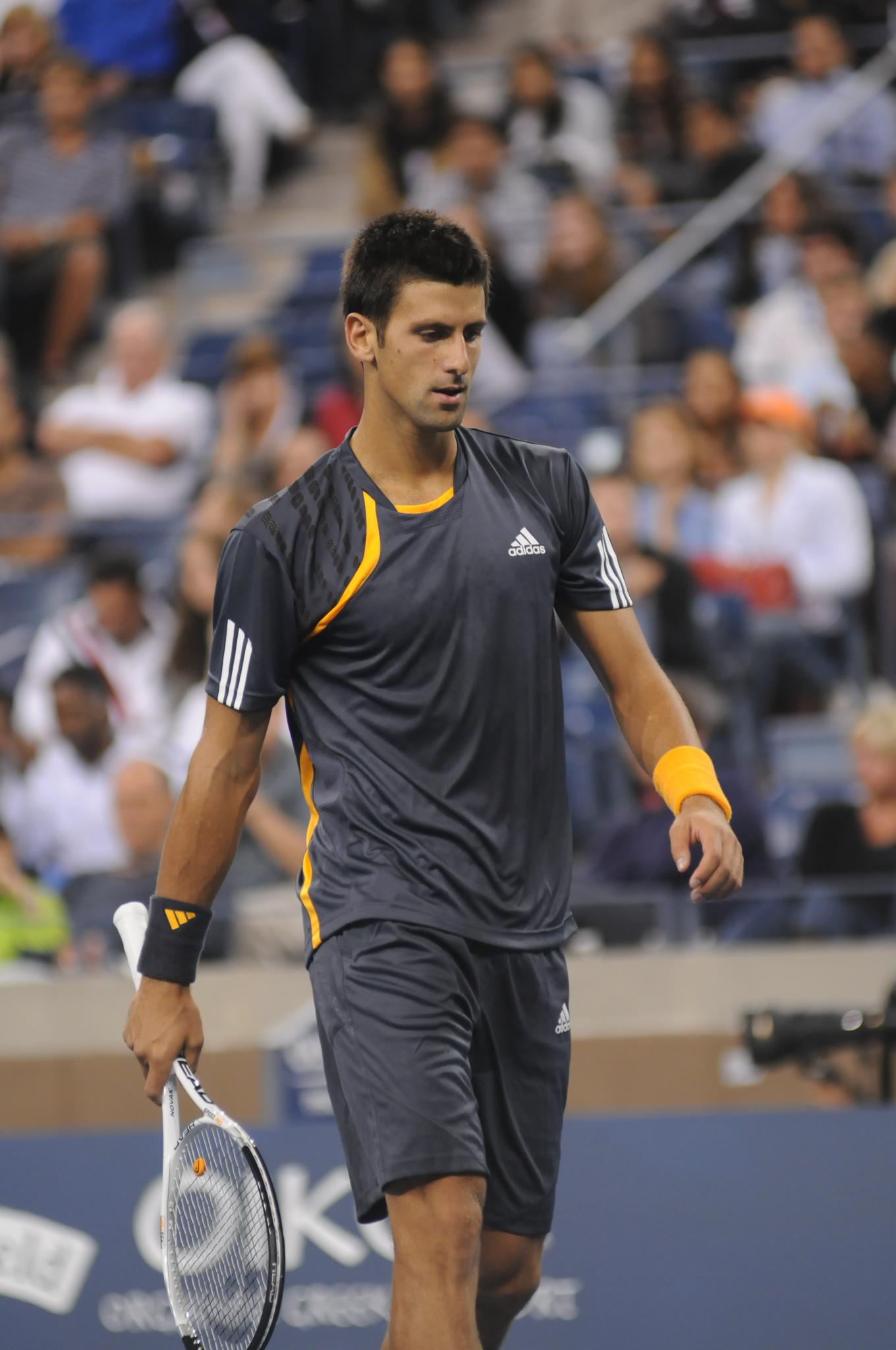
Đoković a 2009-es US Openen

Az év nem kezdődött jól Đokovićnak, Brisbane-ben és Sydney-ben is elindult, de váratlanul kikapott Ernests Gulbistól, illetve Jarkko Nieminentől. Az Australian Openen címvédőként a negyeddöntőben fel kellett adnia a meccsét Andy Roddick ellen a hőség okozta rosszullét miatt. Első döntőjére február végéig kellett várnia: Dubajban David Ferrer legyőzésével megszerezte tizenkettedik tornagyőzelmét. Indian Wellsi címét nem tudta megvédeni, a negyeddöntőben kikapott Andy Roddicktól, Miamiban viszont bejutott a döntőbe, legyőzve többek között Roger Federert és Jo-Wilfried Tsongát is. A döntőben viszont Andy Murray megállította.
A salakos szezont jól kezdte, Monte Carlóban és Rómában is bejutott a fináléba, mindkétszer Rafael Nadal állította meg. Belgrádban megnyerte hazája első ATP-szintű tornáját, ezzel tizenharmadik tornagyőzelmét aratta. Ennek ellenére Andy Murray megelőzte a világranglistán, így 2007 júliusa óta elfoglalt 3. helyét elvesztette. A következő tenisztorna, amelyen részt vett, a Madrid Masters volt, amelyen szettvesztesség nélkül bejutott az elődöntőbe, de ott 3–6, 7–6(5), 7–6(9)-es arányban ismét kikapott Nadaltől egy színvonalas meccsen. Ez volt a leghosszabb háromjátszmás mérkőzés az open erában, mivel 4 óra 4 percig tartott. Nagyszerű eredményeivel a salakos szezonban Đoković a Roland Garrosra is esélyesként érkezett. Az első két meccsét fölényesen megnyerte, azonban a harmadik körben hatalmas meglepetésre három szettben kikapott a német Philipp Kohlschreibertől. A wimbledoni felkészítőtorna Đoković számára a hallei volt, amelyen bejutott a döntőbe, de meglepetésre kikapott a hazai Tommy Haastól. A német játékos Wimbledonban is legyőzte őt, ezúttal a negyeddöntőben. Az év utolsó Grand Slam-tornája előtt Đoković két Masters-versenyen vett részt, a montreali Rogers Cupon, valamint a Cincinnati Mastersen. Az előbbin a negyeddöntőig, az utóbbin egészen a döntőig menetelt, de ott kikapott Federertől. Đoković ezután bejelentette, hogy segítséget fog kérni Todd Martintól, egykori amerikai teniszezőtől, kétszeres Grand Slam-döntőstől. A US Openen már harmadik éve sorozatban az elődöntőig jutott, de ismét Federer búcsúztatta.
Az év hátralevő részében Đoković jó eredményeket ért el: megnyerte az 500-as kategóriájú pekingi és bázeli tornát (ahol a döntőben Federert győzte le három játszmában), valamint a párizsi Masters 1000-es viadalt is. Az ekkortól Londonba költöző zárótornán a csoportmeccsek során két győzelmet aratott (Nadal és Davigyenko ellen), de mégsem sikerült bejutnia az elődöntőbe, mivel Davigyenkónak jobb megnyert-elvesztett játszmaaránya volt.
Az év során rekordot jelentő 97 meccset játszott le, s ebből 78-at meg is nyert, valamint ő játszotta a legtöbb döntőt is, tízet, de ennek csak a felét tudta megnyerni. Murray után ő nyerte a legtöbb versenyt a szezonban. Sorozatban már a harmadik évet a világranglista harmadik helyén zárta.

### 2010

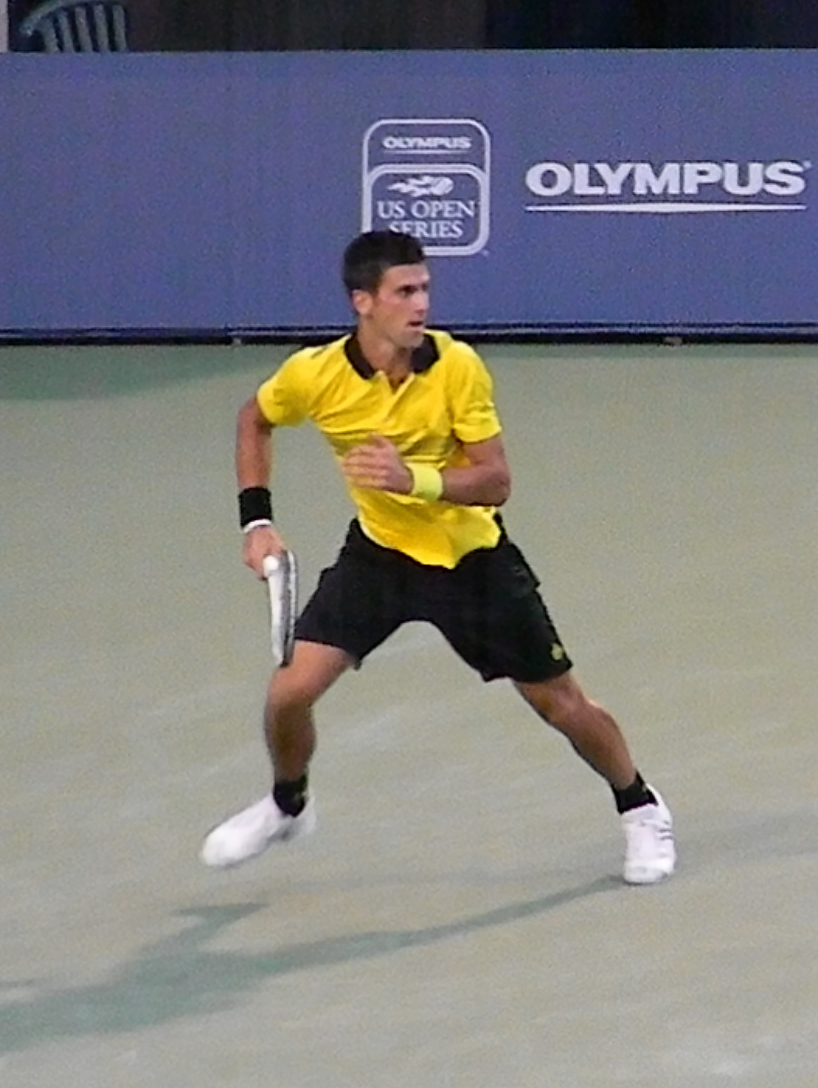
Novak Đoković a 2010-es Rogers Cup elődöntőjében.

Az év első Grand Slam-versenyén, az ausztrál nyílt teniszbajnokságon Đoković a negyeddöntőig jutott, ahol kikapott a francia Jo-Wilfried Tsongától 7–6(8), 6–7(5), 1–6, 6–3, 6–1-re. A következő héttől már a második volt az ATP világranglistáján. Következő versenye a ABN AMRO World torna volt, ahol elődöntőt játszott, de kikapott Mihail Juzsnijtól 7–6(5), 7–6(6)-ra. Dubajban éppen őt, Juzsnijt győzte le a döntőben 7–5, 5–7, 6–3-ra, és ezzel megszerezte első tornagyőzelmét 2010-ben, és egyben először védte meg a címét valamely tenisztornán.
Đoković első Masters 1000-es versenye Indian Wellsben volt, s a negyedik körig jutott, ahol kikapott a későbbi tornagyőztes horvát Ivan Ljubičićtől 7–5, 6–3-ra. Miamiban már a második fordulóban búcsúzott, kikapott Olivier Rochustól 6–2, 6–7(4), 6–4-re. Első salakpályás versenye a Monte Carlo Masters volt, amelyen az első kiemeltként csak az elődöntőig jutott, mivel nagyon simán kikapott Fernando Verdascótól 6–2, 6–2-re. Rómában szintén Verdasco búcsúztatta, ezúttal a nyolc között 7–6(4), 3–6, 6–4-re kapott ki tőle. Otthonában, Belgrádban nem tudta megvédeni címét, a nyolcaddöntőben feladni kényszerült a meccset a szintén szerb fiatal tehetséggel, Filip Krajinovićcsal szemben. Sérülés miatt kihagyta a Madrid Masterset, így a Roland Garrosra eléggé felkészületlenül érkezett. A salakos Grand Slam-tornán szintén a nyolc között búcsúzott, az akkor nagyon jól játszó Jürgen Melzertől kapott ki öt szettben: 3–6, 2–6, 6–2, 7–6, 6–4-re. Az év harmadik Grand Slam-versenyén, Wimbledonban a négy között búcsúzott, a cseh Tomáš Berdychtől kapott ki három szettben: 6–3, 7–6, 6–3-ra. A wimbledoni verseny után Đoković hozzásegítette csapattársait, hogy hazája először bejusson a Davis-kupa elődöntőjébe: Splitben legyőzték a horvátokat 4-1-re.
Đoković párosban Rafael Nadallal együtt indult el a Rogers Cupon. Bár nagy érdeklődés fogadta döntésüket, mégsem jutottak be a násodik fordulóba. A Cincinnati Mastersen a negyeddöntőig jutott, ahol Andy Roddicktól kapott ki. Az év utolsó Grand Slam-tornáján, a US Openen zsinórban negyedszer jutott elődöntőbe, ahol ismét Federer várta. Đoković végre legyőzte nagy ellenfelét, ezúttal ötszettes meccsen, így bejutott élete harmadik GS-döntőjébe, de négyszettes mérkőzésen kikapott Rafael Nadaltól. A következő nagy eredmény a pekingi 500-as versenyen való címvédése volt, amelynek döntőjében David Ferrert múlta felül. A következő héten Sanghajban indult, ahol ismét az elődöntő jelentette számára a végállomást, miután Federer búcsúztatta két szettben. Az év hátralévő részében még három tornán vett részt, az első kettőn – Bázelben és Párizsban – címvédőként rajtolt, azonban egyiket sem tudta megnyerni. Svájcban a házigazda Federertől kapott ki a döntőben, míg Párizsban már a 3. körben búcsúzott, miután vereséget szenvedett Michaël Llodrától.
A londoni zárótornán az elődöntőig menetelt, mivel két csoportmérkőzést (Berdych és Roddick ellen) megnyert, de ott már sorozatban harmadjára kapott ki Roger Federertől. Azonban Đoković számára még a szezon nem fejeződött be, ugyanis szerb teniszező társaival a Davis-kupa döntőjében játszott Belgrádban, a Beogradska Arenában. Az első nap után az eredmény döntetlen volt, azonban a második napon (szombaton) a franciák megnyerték a páros küzdelmet, s így már csak egy lépésre voltak a győzelemtől. A harmadik napon azonban a hazaiak fordítani tudtak, így Szerbia először lett Davis-kupa-győztes. Az utolsó meccsen Viktor Troicki győzte le Llodrát. Đoković immár sorozatban a negyedik évét zárta a világranglista harmadik helyén, s 2007 után ismét Szerbia legjobb sportolójának választották.

### 2011

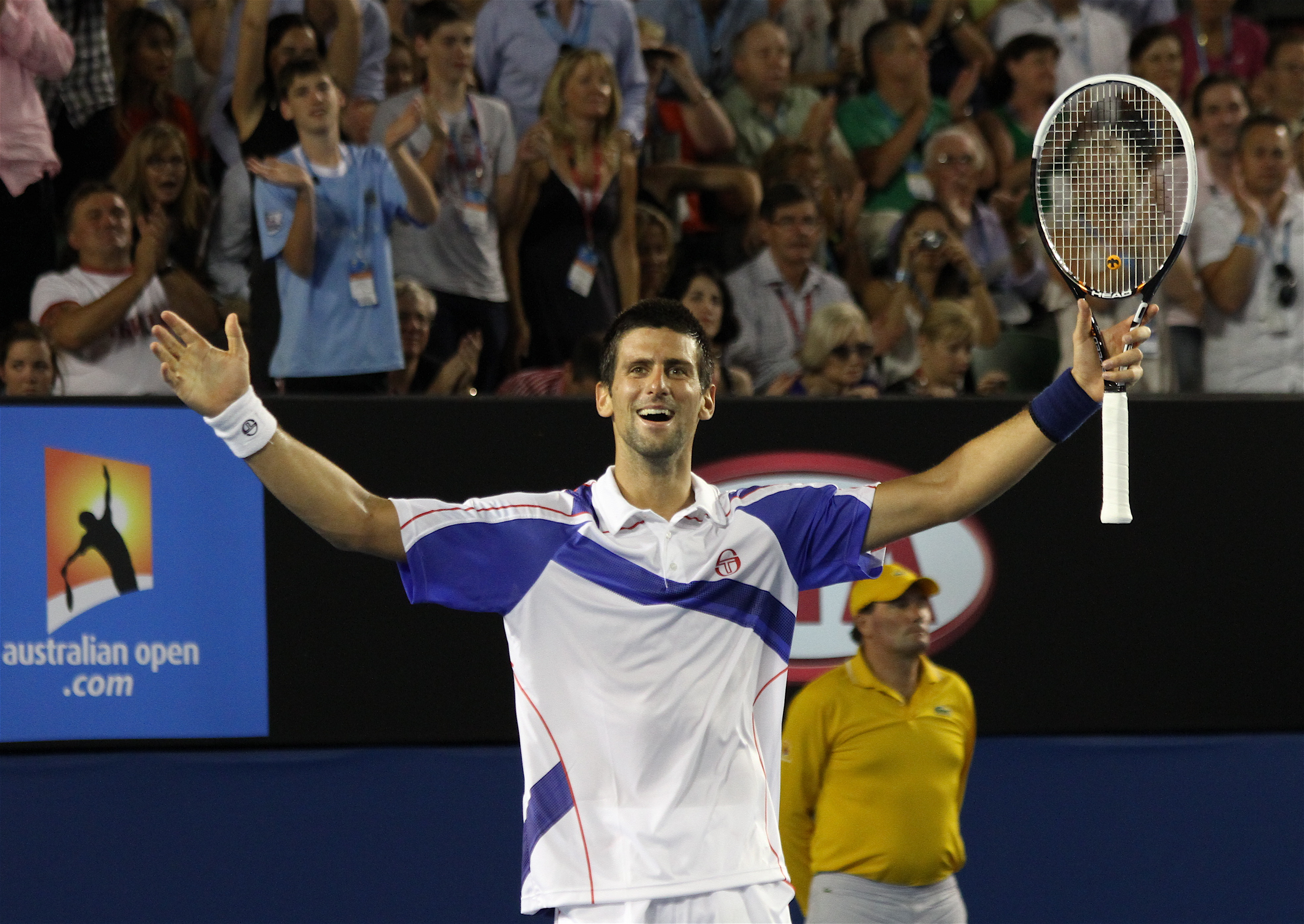
Novak Đoković a 2011-es Australian Open megnyerése után

Az évet Đoković a Hopman-kupán kezdte Ana Ivanovićcsal. Szereplését veretlenül fejezte be, de csapattársnője sérülése miatt feladták a döntőt. Az első verseny, amelyen indult az Australian Open volt, ahol az első körben a spanyol Marcel Granollerset búcsúztatta 6–1, 6–3, 6–1-es arányban. A második körben a horvát Ivan Dodigot győzte le négy szettben. A harmadikban honfitársa, Viktor Troicki feladta a meccset ellene, miután Đoković megnyerte az első játszmát 6–2-re. A nyolcaddöntőben Nicolás Almagrót, a negyeddöntőben Tomáš Berdychet búcsúztatta egyaránt három szettben. Az elődöntőben Roger Federerrel küzdött a döntőbe jutásért, s végül három szettben, 7–6, 7–5, 6–4 arányban felülmúlta őt. A fináléban Andy Murrayt is legyőzte három szettben, 6–4, 6–2, 6–3-ra, így megnyerte második Grand Slam-tornáját. Az utolsó három körben három top10-es játékost is legyőzött szettvesztesség nélkül.
Februárban csak egy tornán rajtolt, Dubajban, ahol a döntőben ismét Federerrel találkozott. A svájci játékost 6–3, 6–3-ra legyőzte, így sorozatban harmadjára diadalmaskodott Dubajban.
Márciusban két Masters-tornán játszott – az Indian Wells-i BNP Paribas Openen és a miami Sony Ericsson Openen. Az előbbi tornára harmadik kiemeltként érkezett és szettvesztesség nélkül bejutott az elődöntőbe. Ott már a szezonban harmadszor találkozott Federerrel, és ismét jobbak bizonyult nála 6–3, 3–6, 6–2 arányban. A döntőben az év folyamán először találkozott Rafael Nadallal, de még a világelső spanyol sem tudta megállítani őt, ezzel megnyerte a harmadik címét a szezonban, és a másodikat Kaliforniában. Az elkövetkező 10 napban az „ötödik Grand Slamnek” nevezett Miami Mastersen ismét nem talált legyőzőre. A döntőben újra Nadallal csapott össze, s a több mint három órás mérkőzésen 4–6, 6–3, 7–6(4) arányban bizonyult jobbnak.
Térdsérülése miatt kihagyta a Monte Carlo Masterset, így a hazájában megrendezett Serbia Openen lépett ismét pályára, ahol folytatta veretlenségi sorozatát, megszerezve az ötödik címét az évben. A döntőben Feliciano Lópezt győzte le két szettben. A salakos szezon folytatásában Đoković májusban részt vett a Madrid Mastersen, ahol az első körben erőnyerő volt, majd a másodikban Kevin Andersonnal játszott, s két szettben győzött. A harmadik fordulóban a spanyol Guillermo García Lópeztől csak három játékot veszített el. Első nehezebb ellenfele a negyeddöntőben akadt: ekkor David Ferrerrel találkozott, de három játszma után továbbmenetelt az elődöntőbe, ahol a torna legnagyobb meglepetése, a brazil Thomaz Bellucci várta. Đoković csak három szettben tudott nyerni, úgy, hogy a brazil játékosnak szett- és brékelőnye volt a második játszmában. Đoković a döntőben harmadjára találkozott Rafael Nadallal a szezon során, és ezúttal is legyőzte őt (salakon először) 7–5, 6–4 arányban, ezzel megnyerte egyik legnagyobb versenyét salakos borításon. Az év elejétől kezdve ez volt sorozatban a harminckettedik győzelme és a hatodik címe, ebből a harmadik a Masters 1000-es versenyeken. A következő héten Rómában játszott egy újabb Masters tornán, ahol második kiemeltként erőnyerő volt az első fordulóban, a másodikban pedig Łukasz Kubottal mérkőzött, s 6–0, 6–3-as arányban győzve folytatta veretlenségi sorozatát. Következő ellenfele Stanislas Wawrinka volt, s őt is kiejtette 6–4, 6–1-es arányban. A negyeddöntőben fölényesen legyőzte az 5. kiemelt Robin Söderlinget (6–3, 6–0), az elődöntőben pedig Andy Murray-nél is jobbnak bizonyult 6–1, 3–6, 7–6(2) arányban, így bejutott az év hetedik ATP-döntőjébe, amivel elsőként biztosította a helyét a novemberi londoni zárótornára. A döntőben egy újabb Đoković–Nadal-összecsapásra került sor, és negyedik alkalommal is a szerb játékos lett a győztes, aki így megnyerte kilencedik Masters-tornáját.
A Roland Garrosra második kiemeltként és Nadal mellett főesélyesként érkezett. Az első körben a holland Thiemo de Bakkert győzte le, a másodikban pedig a román Victor Hănescu feladta a meccset a harmadik játszmában, miután az első kettőt a szerb nyerte. Első nehezebb ellenfele a harmadik körben következett, amikor Juan Martin del Potróval játszott: az argentint négy szettben tudta legyőzni. A nyolcaddöntőben Richard Gasquet-val küzdött, s őt is három játszmában búcsúztatta. A negyeddöntőben az olasz Fabio Fogninival kellett volna játszania, azonban az olasz játékos visszalépett a mérkőzéstől, így Đoković bejutott negyedik egymást követő Grand Slam-elődöntőjébe. Ezt az összecsapást már nem tudta megnyerni, Roger Federer három és fél óra alatt legyőzte a szerb játékost, így megszakította 43 meccses veretlenségi sorozatát. Ha bejutott volna a döntőbe, átvette volna Nadaltól a világelsőséget. Đoković visszalépett a következő héten megrendezett AEGON Championshipstől, és Wimbledonig nem lépett pályára. A londoni Grand Slam- versenyre második kiemeltként érkezett, s első két meccsén könnyű győzelmet aratott Jérémy Chardy, illetve Kevin Anderson felett, a harmadik körben azonban Márkosz Pagdatíszt csak négy szettben tudta búcsúztatni. Nyolcaddöntőbeli ellenfele Michaël Llodra volt, akit három játszmában győzött le, így bejutott a torna negyeddöntőjébe, ahol a torna meglepetését, az ausztrál Bernard Tomicot ütötte ki négy szettben. Ezzel bekerült az elődöntőbe, ahol Jo-Wilfried Tsongát kiejtve nem csak bejutott az első wimbledoni döntőjébe, de egyben átvette a világelsőséget is Rafael Nadaltól. A spanyol játékost 6–4, 6–1, 1–6, 6–3-as arányban le is győzte, ezzel megnyerte a legrégibb tenisztornát.
A nyári pihenő után folytatta a szezont, s karrierje során másodszor megnyerte a Rogers Cupot, ahol a döntőben Mardy Fisht győzte le három játszmában. Cincinnatiben is döntőt játszott, de Andy Murray ellen feladta a meccset a második szettben vállsérülés miatt. Ez volt a harmadik veresége az ohioi torna döntőjében. A US Openen játszmavesztés nélkül jutott el a negyeddöntőig, ahol honfitársa, Janko Tipsarević a negyedik szettben feladta ellene a mérkőzést. Az elődöntőben Federer volt az ellenfele, akit öt játszmában sikerült legyőznie. A döntőben Nadalt is felülmúlta, így megnyerte karrierje negyedik Grand Slam-címét. Az esztendőt a világranglista első helyén fejezte be, nyert-vesztett meccseinek száma a szezonban 70–6 volt.

### 2012
Január 29-én ötödik Grand Slam-sikerét aratta az Australian Openen, a spanyol Rafael Nadalt győzve le a döntőben.

### 2013
Január 29-én hatodik Grand Slam-sikerét aratta az Australian Openen, az angol Andy Murrayt legyőzve. 6-7(2), 7-6(7), 6-3, 6-2-re. Utána Dubai-i tornán indult el, ahol
a negyeddöntőben Andreas Seppi-t verte meg 6-0, 6-3-ra, az elődöntőben Juan Martin Del potro-t 6-3, 7-6-ra, a döntőben Tomas Berdych-et 7-5, 6-3-ra. A győzelem után
Indian Wells-en játszott, ahol Juan Martin Del potro-tól kapott ki 6-4, 4-6, 4-6-ra.

### 2014
2014-ben megszerezte második wimbledoni tornagyőzelmét, és visszaszerezte első helyét a világranglista élén.

### 2015
Karrierje legjobb éve 2015 volt, amikor három Grand Slam-tornán, hat Masters 1000 tornán, összesen 11 ATP-tornán győzött, és ezzel rekordot állított fel az egy évben szerezhető ranglistapontok tekintetében.

## Az Australian Open-vita
Đoković a 2022-es szezont a sydney-i ATP-kupán való részvétellel kezdte volna, de azt kihagyta. Ahhoz, hogy az Australian Openen játszhasson, ahol háromszoros címvédő volt, az ausztrál kormány megkövetelte, hogy minden játékos be legyen oltva a Covid19 ellen, vagy kapjon orvosi mentességet. Đoković egyike volt annak a maroknyi játékosnak és személyzetnek, akiknek a Tennis Australia és a Victoria állam Egészségügyi Minisztériuma orvosi mentességet adott. Később kiderült, hogy Đoković Covid19-tesztje 2021. december 16-án pozitív lett, és ez a mentesség alapjául szolgált.
Đoković 2021. november 18-án kapott vízumot Ausztráliába való beutazásra. Január 5-én Melbourne-be utazott, de az Ausztrál Határőrség őrizetbe vette, miután megállapították, hogy nem felel meg a be nem oltott utazók belépési feltételeinek. Đoković elárulta, hogy támogatói csapatának egy tagja bejelölte a jelentkezési lapján azt a négyzetet, amely szerint két héttel Ausztráliába indulása előtt nem utazott külföldre; akkoriban azonban Spanyolországban járt. Vízumát törölték, és több napig egy bevándorlási őrizetet ellátó szállodában tartották, a bírósági tárgyalásra várva.
Január 10-én az ausztrál szövetségi körzeti és családi bíróság elrendelte szabadlábra helyezését és a költségek megfizetésétől elállva, kimondva, hogy az ausztrál határőrök által végrehajtott vízumtörlési eljárás hibás volt, mivel nem adtak Đokovićnak. elegendő időt ahhoz, hogy a hivatalos meghallgatása előtt kapcsolatba lépjen ügyvédeivel és teniszhatóságaival. Az ausztrál kormány elismerte, hogy a törlés „[a] körülmények között ésszerűtlen volt”.
2022. január 14-én Alex Hawke, Ausztrália bevándorlási, állampolgársági, migránsszolgálati és multikulturális ügyekért felelős minisztere az 1958. évi migrációs törvény 133C. szakasza (3) és 116. cikke (1) bekezdése e) pontjának i. alpontja értelmében gyakorolta miniszteri jogkörét, hogy törölje Đoković vízumát „egészségügyi és jórendi okokra hivatkozva, azon az alapon, hogy ez közérdek”. Đoković bírósági felülvizsgálatot kért, de az Ausztrál Szövetségi Bíróság három bírája január 16-án egyhangúlag elutasította kérelmét, megakadályozva a 2022-es Australian Openen való részvételét. Đoković azt mondta, hogy „rendkívül csalódott a döntés miatt”, de elfogadta azt, és még aznap éjjel elrepült Ausztráliából Dubajba. Mivel a migrációs törvény értelmében miniszteri jogosítványok felhasználásával távolították el, három évre megtiltották, hogy visszatérjen Ausztráliába, bár minden vízumkérelmet érdemben felülvizsgálnak. 2022 novemberétől ezt a vízumtilalmat a nemrég megválasztott bevándorlási miniszter, Andrew Giles hatályon kívül helyezte.
Februárban Đoković interjút adott a BBC-nek Ausztráliából való kitoloncolásával kapcsolatban, és kijelentette, hogy hajlandó lemondani a karrier rekordjairól azáltal, hogy ragaszkodik a szabad választás elveihez, és nem kapja meg a Covid19-vakcinát. Májusban elismerte, hogy a bírósági csata és Ausztráliából való kitoloncolása „nagyon megviselte” őt. Azt mondta: „A nyomás mértéke és minden, amit az év első néhány hónapjában éreztem, amennyire nyomást éreztem az életemben és a karrieremben, az egészen más szinten volt.”

## Játékstílusa
Đoković játéka sokoldalú: általában az alapvonalról irányít kiváló tenyereseivel és kétkezes fonákjával, kitűnő lábmunkája miatt nehéz vert helyzetbe hozni. Szervája egyik fő fegyvere, gyors és jól tudja helyezni, az extrém magasra pattanó pörgetett adogatása (kick-szerva) különösen hatékony. Az utóbbi időben tudatosan fejlesztette hálójátékát is, egyre több pontot fejez be röptékkel. Meccsein gyakran próbál ki új ütéseket edzés gyanánt.[forrás?]

## Elismerései
Đoković hazájában több kitüntetésben is részesült: 2007-ben és 2010-ben is az év férfi sportolójává választották,[forrás?] valamint 2011 áprilisában a szerb ortodox egyház legmagasabb kitüntetésében részesült, elnyerve a Szent Száva kitüntetést. 2012. február 15-én, a szerb államiság ünnepén megkapta hazája legmagasabb állami kitüntetését. Boris Tadić köztársasági elnök az indoklás szerint a Szerbia képviseletében nyújtott különleges érdemeiért adományozta a Karadjordje Csillag Első Fokozata Érdemrendet a játékosnak.

## Grand Slam-döntői

### Győzelmei (24)
| Év   | Helyszín        | Ellenfél a döntőben   | Eredmény a döntőben                |
| 2008 | Australian Open | Jo-Wilfried Tsonga    | 4–6, 6–4, 6–3, 7–6(2)              |
| 2011 | Australian Open | Andy Murray           | 6–4, 6–2, 6–3                      |
| 2011 | Wimbledon       | Rafael Nadal          | 6–4, 6–1, 1–6, 6–3                 |
| 2011 | US Open         | Rafael Nadal          | 6–2, 6–4, 6–7(3), 6–1              |
| 2012 | Australian Open | Rafael Nadal          | 5–7, 6–4, 6–2, 6–7(5), 7–5         |
| 2013 | Australian Open | Andy Murray           | 6–7(2), 7–6(7), 6–3 6–2            |
| 2014 | Wimbledon (2)   | Roger Federer         | 6–7(7), 6–4, 7–6(4), 5–7, 6–4      |
| 2015 | Australian Open | Andy Murray           | 7-6(5), 6-7(4), 6-3, 6-0           |
| 2015 | Wimbledon       | Roger Federer         | 7–6(1), 6–7(10), 6–4, 6–3          |
| 2015 | US Open         | Roger Federer         | 6–4, 5–7, 6–4, 6–4                 |
| 2016 | Australian Open | Andy Murray           | 6-1, 7-5, 7-6(3)                   |
| 2016 | Roland Garros   | Andy Murray           | 3–6, 6–1, 6–2, 6–4                 |
| 2018 | Wimbledon       | Kevin Anderson        | 6-2, 6-2, 7-6(3)                   |
| 2018 | US Open         | Juan Martín del Potro | 6–3, 7–6(4), 6–3                   |
| 2019 | Australian Open | Rafael Nadal          | 6–3, 6–2, 6–3                      |
| 2019 | Wimbledon       | Roger Federer         | 7–6(5), 1–6, 7–6(4), 4–6, 13–12(3) |
| 2020 | Australian Open | Dominic Thiem         | 6–4, 4–6, 2–6, 6–3, 6–4            |
| 2021 | Australian Open | Danyiil Medvegyev     | 7–5, 6–2, 6–2                      |
| 2021 | Roland Garros   | Sztéfanosz Cicipász   | 6–7(6–8), 2–6, 6–3, 6–2, 6–4       |
| 2021 | Wimbledon       | Matteo Berrettini     | 6–7, 6–4, 6–4, 6–3                 |
| 2022 | Wimbledon       | Nick Kyrgios          | 4–6, 6–3, 6–4, 7–6(7–3)            |
| 2023 | Australian Open | Sztéfanosz Cicipász   | 6–3, 7–6(7–4), 7–6(7–5)            |
| 2023 | Roland Garros   | Casper Ruud           | 7-6(1), 6-3, 7-5                   |
| 2023 | US Open         | Daniil Medvegyev      | 6-3, 7-6(5),6-3                    |

### Elvesztett döntői (10)
| Év   | Helyszín      | Ellenfél a döntőben | Eredmény a döntőben         |
| 2007 | US Open       | Roger Federer       | 6–7(4), 6–7(2), 4–6         |
| 2010 | US Open       | Rafael Nadal        | 4–6, 7–5, 4–6, 2–6          |
| 2012 | Roland Garros | Rafael Nadal        | 4–6, 3–6, 6–2, 5–7          |
| 2012 | US Open       | Andy Murray         | 6–7(10), 5–7, 6–2, 6–3, 2–6 |
| 2013 | Wimbledon     | Andy Murray         | 4–6, 5–7, 4–6               |
| 2013 | US Open       | Rafael Nadal        | 2–6, 6–3, 4–6, 1–6          |
| 2014 | Roland Garros | Rafael Nadal        | 6–3, 5–7, 2–6, 4–6          |
| 2015 | Roland Garros | Stanislas Wawrinka  | 6–4, 4–6, 3–6, 4–6          |
| 2016 | US Open       | Stanislas Wawrinka  | 7–6(1), 4–6, 5–7, 3–6       |
| 2020 | Roland Garros | Rafael Nadal        | 0–6, 2–6, 5–7               |
| 2021 | US Open       | Danyiil Medvegyev   | 4–6, 4–6, 4–6               |

## ATP-döntői

### Egyéni (92)

#### Győzelmei (65)
| Összesítés                                            | Összesítés |
| ----------------------------------------------------- | ---------- |
| Grand Slam-torna                                      | (24)       |
| ATP World Tour Masters 1000 / ATP Masters Series      | (29)       |
| ATP World Tour 500 Series / International Series Gold | (12)       |
| ATP World Tour 250 Series / International Series      | (7)        |
| ATP World Tour Finals / Tennis Masters Cup            | (5)        |

|     | Dátum                | Torna                                            | Borítás         | Ellenfél a döntőben   | Eredmény a döntőben           |
| 1.  | 2006. július 17.     | Dutch Open, Amersfoort                           | Salak           | Nicolás Massú         | 7–6(5), 6–4                   |
| 2.  | 2006. október 2.     | Open de Moselle, Metz                            | Kemény (fedett) | Jürgen Melzer         | 4–6, 6–3, 6–2                 |
| 3.  | 2007. január 1.      | Next Generation Adelaide International, Adelaide | Kemény          | Chris Guccione        | 6–3, 6–7(6), 6–4              |
| 4.  | 2007. április 1.     | Sony Ericsson Open, Miami                        | Kemény          | Guillermo Cañas       | 6–3, 6–2, 6–4                 |
| 5.  | 2007. április 29.    | Estoril Open, Estoril                            | Salak           | Richard Gasquet       | 7–6(7), 0–6, 6–1              |
| 6.  | 2007. augusztus 12.  | Rogers Cup, Montréal                             | Kemény          | Roger Federer         | 7–6(2), 2–6, 7–6(2)           |
| 7.  | 2007. október 14.    | BA-CA TennisTrophy, Bécs                         | Kemény (fedett) | Stanislas Wawrinka    | 6–4, 6–0                      |
| 8.  | 2008. január 27.     | Australian Open, Melbourne                       | Kemény          | Jo-Wilfried Tsonga    | 4–6, 6–4, 6–3, 7–6(2)         |
| 9.  | 2008. március 23.    | Pacific Life Open, Indian Wells                  | Kemény          | Mardy Fish            | 6–2, 5–7, 6–3                 |
| 10. | 2008. május 11.      | Internazionali BNL d'Italia, Róma                | Salak           | Stanislas Wawrinka    | 4–6, 6–3, 6–3                 |
| 11. | 2008. november 16.   | Tennis Masters Cup, Sanghaj                      | Kemény (fedett) | Nyikolaj Davigyenko   | 6–1, 7–5                      |
| 12. | 2009. február 28.    | Barclays Dubai Tennis Championships, Dubaj       | Kemény          | David Ferrer          | 7–5, 6–3                      |
| 13. | 2009. május 10.      | Serbia Open, Belgrád                             | Salak           | Łukasz Kubot          | 6–3, 7–6(0)                   |
| 14. | 2009. október 11.    | China Open, Peking                               | Kemény          | Marin Čilić           | 6–2, 7–6(4)                   |
| 15. | 2009. november 8.    | Davidoff Swiss Indoors, Bázel                    | Kemény (fedett) | Roger Federer         | 6–4, 4–6, 6–2                 |
| 16. | 2009. november 15.   | BNP Paribas Masters, Párizs                      | Kemény (fedett) | Gaël Monfils          | 6–2, 5–7, 7–6(3)              |
| 17. | 2010. február 27.    | Barclays Dubai Tennis Championships, Dubaj       | Kemény          | Mihail Juzsnij        | 7–5, 6–3                      |
| 18. | 2010. október 10.    | China Open, Peking                               | Kemény          | David Ferrer          | 6–2, 6–4                      |
| 19. | 2011. január 30.     | Australian Open, Melbourne                       | Kemény          | Andy Murray           | 6–4, 6–2, 6–3                 |
| 20. | 2011. február 26.    | Dubai Duty Free Tennis Championships, Dubaj      | Kemény          | Roger Federer         | 6–3, 6–3                      |
| 21. | 2011. március 20.    | BNP Paribas Open, Indian Wells                   | Kemény          | Rafael Nadal          | 4–6, 6–3, 6–2                 |
| 22. | 2011. április 3.     | Sony Ericsson Open, Miami                        | Kemény          | Rafael Nadal          | 4–6, 6–3, 7–6(4)              |
| 23. | 2011. május 1.       | Serbia Open, Belgrád                             | Salak           | Feliciano López       | 7–6(4), 6–2                   |
| 24. | 2011. május 8.       | Mutua Madrid Open, Madrid                        | Salak           | Rafael Nadal          | 7–5, 6–4                      |
| 25. | 2011. május 15.      | Internazionali BNL d'Italia, Róma                | Salak           | Rafael Nadal          | 6–4, 6–4                      |
| 26. | 2011. július 3.      | Wimbledon, London                                | Fű              | Rafael Nadal          | 6–4, 6–1, 1–6, 6–3            |
| 27. | 2011. augusztus 14.  | Rogers Cup, Montréal                             | Kemény          | Mardy Fish            | 6–2, 3–6, 6–4                 |
| 28. | 2011. szeptember 12. | US Open, New York                                | Kemény          | Rafael Nadal          | 6–2, 6–4, 6–7(3), 6–1         |
| 29. | 2012. január 29.     | Australian Open, Melbourne                       | Kemény          | Rafael Nadal          | 5–7, 6–4, 6–2, 6–7(5), 7–5    |
| 30. | 2012. április 1.     | Sony Ericsson Open, Miami                        | Kemény          | Andy Murray           | 6–1, 7–6(4)                   |
| 31. | 2012. augusztus 12.  | Rogers Cup, Toronto                              | Kemény          | Richard Gasquet       | 6–3, 6–2                      |
| 32. | 2012. október 7.     | China Open, Peking                               | Kemény          | Jo-Wilfried Tsonga    | 7–6(4), 6–2                   |
| 33. | 2012. október 14.    | Shanghai Rolex Masters, Sanghaj                  | Kemény          | Andy Murray           | 5–7, 7–6(11), 6–3             |
| 34. | 2012. november 12.   | ATP World Tour Finals, London                    | Kemény (fedett) | Roger Federer         | 7–6(6), 7–5                   |
| 35. | 2013. január 27.     | Australian Open, Melbourne                       | Kemény          | Andy Murray           | 6–7(2), 7–6(3), 6–3, 6–2      |
| 36. | 2013. március 2.     | Barclays Dubai Tennis Championships, Dubaj       | Kemény          | Tomáš Berdych         | 7–5, 6–3                      |
| 37. | 2013. április 21.    | Monte Carlo Masters Monte-Carlo                  | Salak           | Rafael Nadal          | 6–2, 7–6(1)                   |
| 38. | 2013. október 6.     | ATP Peking Peking                                | Kemény          | Rafael Nadal          | 6–3, 6–4                      |
| 39. | 2013. október 13.    | Shanghai Masters Sanghaj                         | Kemény          | Juan Martín del Potro | 6–1, 3–6, 7–6(3)              |
| 40. | 2013. november 3.    | Paris Masters Párizs                             | Kemény (f)      | David Ferrer          | 7–5, 7–5                      |
| 41. | 2013. november 11.   | ATP World Tour Finals                            | Kemény (f)      | Rafael Nadal          | 6–3, 6–4                      |
| 42. | 2014. március 16.    | Indian Wells Masters Indian Wells                | Kemény          | Roger Federer         | 3–6, 6–3, 7–6(3)              |
| 43. | 2014. március 30.    | Miami Masters Miami                              | Kemény          | Rafael Nadal          | 6–3, 6–3                      |
| 44. | 2014. május 18.      | Rome Masters Róma                                | Salak           | Rafael Nadal          | 4–6, 6–3, 6–3                 |
| 45. | 2014. július 6.      | Wimbledon London                                 | Fű              | Roger Federer         | 6–7(7), 6–4, 7–6(4), 5–7, 6–4 |
| 46. | 2014. október 5.     | ATP Peking Peking                                | Kemény          | Tomáš Berdych         | 6–0, 6–2                      |
| 47. | 2014. november 2.    | Paris Masters Párizs                             | Kemény (f)      | Milos Raonic          | 6–2, 6–3                      |
| 48. | 2014. november 16.   | ATP World Tour Finals                            | Kemény (f)      | Roger Federer         | játék nélkül                  |
| 49. | 2015. február 1.     | Australian Open Melbourne                        | Kemény          | Andy Murray           | 7–6(5), 6–7(4), 6–3, 6–0      |
| 50. | 2015. március 22.    | Indian Wells Masters Indian Wells                | Kemény          | Roger Federer         | 6–3, 6–7(5), 6–2              |
| 51. | 2015. április 5.     | Miami Masters Miami                              | Kemény          | Andy Murray           | 7–6(3), 4–6, 6–0              |
| 52. | 19. April 2015       | Monte Carlo Masters                              | Salak           | Tomáš Berdych         | 7–5, 4–6, 6–3                 |
| 53. | 2015. május 17.      | Rome Masters Róma                                | Salak           | Roger Federer         | 6–4, 6–3                      |
| 54. | 2015. július 12.     | Wimbledon London                                 | Fű              | Roger Federer         | 7–6(1), 6–7(10), 6–4, 6–3     |
| 55. | 2015. szeptember 13. | US Open New York                                 | Kemény          | Roger Federer         | 6–4, 5–7, 6–4, 6–4            |
| 56. | 2015. október 11.    | ATP Peking Peking                                | Kemény          | Rafael Nadal          | 6–2, 6–2                      |
| 57. | 2015. október 18.    | Shanghai Masters Sanghaj                         | Kemény          | Jo-Wilfried Tsonga    | 6–2, 6–4                      |
| 58. | 2015. november 8.    | Paris Masters Párizs                             | Kemény (f)      | Andy Murray           | 6–2, 6–4                      |
| 59. | 2015. november 22.   | ATP World Tour Finals                            | Kemény (f)      | Roger Federer         | 6–3, 6–4                      |
| 60. | 2016. január 9.      | ATP Doha                                         | Kemény          | Rafael Nadal          | 6–1, 6–2                      |
| 61. | 2016. január 31.     | Australian Open Melbourne                        | Kemény          | Andy Murray           | 6–1, 7–5, 7–6(3)              |
| 62. | 2016. március 20.    | Indian Wells Masters Indian Wells                | Kemény          | Miloš Raonić          | 6–2, 6–0                      |
| 63. | 2016. április 3.     | Miami Masters Miami                              | Kemény          | Nisikori Kei          | 6–3, 6–3                      |
| 64. | 2016. május 8.       | Madrid Masters Madrid                            | Salak           | Andy Murray           | 6–2, 3–6, 6–3                 |
| 65. | 2016. június 5.      | Roland Garros Párizs                             | Salak           | Andy Murray           | 3–6, 6–1, 6–2, 6–4            |

#### Elvesztett döntői (27)
|     | Dátum                | Torna                                                  | Borítás         | Ellenfél a döntőben | Eredmény a döntőben         |
| 1.  | 2006. július 30.     | Croatia Open Umag, Umag                                | Salak           | Stanislas Wawrinka  | 6–6(1); feladta             |
| 2.  | 2007. március 18.    | Pacific Life Open, Indian Wells                        | Kemény          | Rafael Nadal        | 2–6, 5–7                    |
| 3.  | 2007. szeptember 9.  | US Open, New York                                      | Kemény          | Roger Federer       | 6–7(4), 6–7(2), 4–6         |
| 4.  | 2008. június 15.     | Queen’s Club Championships, London                     | Fű              | Rafael Nadal        | 6–7(6), 5–7                 |
| 5.  | 2008. augusztus 3.   | Western & Southern Financial Group Masters, Cincinnati | Kemény          | Andy Murray         | 6–7(4), 6–7(5)              |
| 6.  | 2008. szeptember 28. | Thailand Open, Bangkok                                 | Kemény (fedett) | Jo-Wilfried Tsonga  | 6–7(4), 4–6                 |
| 7.  | 2009. április 5.     | Sony Ericsson Open, Miami                              | Kemény          | Andy Murray         | 2–6, 5–7                    |
| 8.  | 2009. április 19.    | Monte-Carlo Rolex Masters, Monte-Carlo                 | Salak           | Rafael Nadal        | 3–6, 6–2, 1–6               |
| 9.  | 2009. május 3.       | Internazionali BNL d'Italia, Róma                      | Salak           | Rafael Nadal        | 6–7(2), 2–6                 |
| 10. | 2009. június 14.     | Gerry Weber Open, Halle                                | Fű              | Tommy Haas          | 3–6, 7–6(4), 1–6            |
| 11. | 2009. augusztus 23.  | Western & Southern Financial Group Masters, Cincinnati | Kemény          | Roger Federer       | 6–1, 7–5                    |
| 12. | 2010. szeptember 12. | US Open, New York                                      | Kemény          | Rafael Nadal        | 4–6, 7–5, 4–6, 2–6          |
| 13. | 2010. november 7.    | Davidoff Swiss Indoors, Bázel                          | Kemény (fedett) | Roger Federer       | 4–6, 6–3, 1–6               |
| 14. | 2011. augusztus 21.  | Western & Southern Open, Cincinnati                    | Kemény          | Andy Murray         | 4–6, 0-3; feladta           |
| 15. | 2012. április 22.    | Monte-Carlo Rolex Masters, Monte-Carlo                 | Salak           | Rafael Nadal        | 6–3, 6–1                    |
| 16. | 2012. május 21.      | Internazionali BNL d'Italia, Róma                      | Salak           | Rafael Nadal        | 7–5, 6–3                    |
| 17. | 2012. június 11.     | Roland Garros, Párizs                                  | Salak           | Rafael Nadal        | 4–6, 3–6, 6–2, 5-7          |
| 18. | 2012. augusztus 19.  | Western & Southern Open, Cincinnati                    | Kemény          | Roger Federer       | 0–6, 6–7(7)                 |
| 19. | 2012. szeptember 10. | US Open, New York                                      | Kemény          | Andy Murray         | 6–7(10), 5–7, 6–2, 6–3, 2–6 |
| 20. | 2013. július 7.      | Wimbledon London                                       | Fű              | Andy Murray         | 4–6, 5–7, 4–6               |
| 21. | 2013. szeptember 9.  | US Open New York                                       | Kemény          | Rafael Nadal        | 2–6, 6–3, 4–6, 1–6          |
| 22. | 2014. június 8.      | Roland Garros Párizs                                   | Salak           | Rafael Nadal        | 6–3, 5–7, 2–6, 4–6          |
| 23. | 2015. február 28.    | ATP Dubai Dubaj                                        | Kemény          | Roger Federer       | 3–6, 5–7                    |
| 24. | 2015. június 7.      | Roland Garros Párizs                                   | Salak           | Stanislas Wawrinka  | 6–4, 4–6, 3–6, 4–6          |
| 25. | 2015. augusztus 16.  | Canada Masters Montréal                                | Kemény          | Andy Murray         | 4–6, 6–4, 3–6               |
| 26. | 2015. augusztus 23.  | Cincinnati Masters Cincinnati                          | Kemény          | Roger Federer       | 6–7(1), 3–6                 |
| 27. | 2016. május 15.      | Rome Masters Róma                                      | Salak           | Andy Murray         | 3–6, 3–6                    |

### Páros (2)

#### Győzelmei (1)
|    | Dátum            | Torna                              | Borítás | Partner        | Ellenfelek a döntőben    | Eredmény a döntőben |
| 1. | 2010. június 13. | Queen's Club Championships, London | Fű      | Jónátán Erlich | Karol Beck / David Škoch | 6–7(6), 6–2, [10–3] |

#### Elvesztett döntői (1)
|    | Dátum           | Torna                                            | Borítás | Partner        | Ellenfelek a döntőben      | Eredmény a döntőben |
| 1. | 2007. január 7. | Next Generation Adelaide International, Adelaide | Kemény  | Radek Štěpánek | Wesley Moodie / Todd Perry | 4–6, 6–3, [13–15]   |

## Eredményei Grand Slam-tornákon
| Grand Slam | Australian Open | Australian Open     | Roland Garros | Roland Garros         | Wimbledon        | Wimbledon          | US Open   | US Open               |  |  |
| Év         | Eredmény        | Utolsó ellenfél     | Eredmény      | Utolsó ellenfél       | Eredmény         | Utolsó ellenfél    | Eredmény  | Utolsó ellenfél       |  |  |
| 2005       | 1.kör           | Marat Szafin        | 2.kör         | Guillermo Coria       | 3.kör            | Sébastien Grosjean | 3.kör     | Fernando Verdasco     |  |  |
| 2006       | 1.kör           | Paul Goldstein      | 1/4 döntő     | Rafael Nadal          | 4.kör            | Mario Ančić        | 3.kör     | Lleyton Hewitt        |  |  |
| 2007       | 4.kör           | Roger Federer       | 1/2 döntő     | Rafael Nadal          | 1/2 döntő        | Rafael Nadal       | Döntő     | Roger Federer         |  |  |
| 2008       | Győzelem        | Jo-Wilfried Tsonga  | 1/2 döntő     | Rafael Nadal          | 2.kör            | Marat Szafin       | 1/2 döntő | Roger Federer         |  |  |
| 2009       | 1/4 döntő       | Andy Roddick        | 3.kör         | Philipp Kohlschreiber | 1/4 döntő        | Tommy Haas         | 1/2 döntő | Roger Federer         |  |  |
| 2010       | 1/4 döntő       | Jo-Wilfried Tsonga  | 1/4 döntő     | Jürgen Melzer         | 1/2 döntő        | Tomáš Berdych      | Döntő     | Rafael Nadal          |  |  |
| 2011       | Győzelem        | Andy Murray         | 1/2 döntő     | Roger Federer         | Győzelem         | Rafael Nadal       | Győzelem  | Rafael Nadal          |  |  |
| 2012       | Győzelem        | Rafael Nadal        | Döntő         | Rafael Nadal          | 1/2 döntő        | Roger Federer      | Döntő     | Andy Murray           |  |  |
| 2013       | Győzelem        | Andy Murray         | 1/2 döntő     | Rafael Nadal          | Döntő            | Andy Murray        | Döntő     | Rafael Nadal          |  |  |
| 2014       | 1/4 döntő       | Stanislas Wawrinka  | Döntő         | Rafael Nadal          | Győzelem         | Roger Federer      | 1/2 döntő | Nisikori Kei          |  |  |
| 2015       | Győzelem        | Andy Murray         | Döntő         | Stanislas Wawrinka    | Győzelem         | Roger Federer      | Győzelem  | Roger Federer         |  |  |
| 2016       | Győzelem        | Andy Murray         | Győzelem      | Andy Murray           | 3. kör           | Sam Querrey        | Döntő     | Stanislas Wawrinka    |  |  |
| 2017       | 2.kör           | Denis Istomin       | 1/4 döntő     | Dominic Thiem         | 1/4 döntő        | Tomáš Berdych      | –         | –                     |  |  |
| 2018       | 4. kör          | Chung Hyeon         | 1/4 döntő     | Marco Cecchinato      | Győzelem         | Kevin Anderson     | Győzelem  | Juan Martín del Potro |  |  |
| 2019       | Győzelem        | Rafael Nadal        | 1/2 döntő     | Dominic Thiem         | Győzelem         | Roger Federer      | 4. kör    | Stanislas Wawrinka    |  |  |
| 2020       | Győzelem        | Dominic Thiem       | Döntő         | Rafael Nadal          | Elmaradt a torna | Elmaradt a torna   | 4. kör    | Pablo Carreño Busta   |  |  |
| 2021       | Győzelem        | Danyiil Medvedev    | Győzelem      | Sztéfanosz Cicipász   | Győzelem         | Matteo Berrettini  | Döntő     | Daniil Medvedev       |  |  |
| 2022       | –               | –                   | 1/4 döntő     | Rafael Nadal          | Győzelem         | Nick Kyrgios       | –         | –                     |  |  |
| 2023       | Győzelem        | Sztéfanosz Cicipász | Győzelem      | Casper Ruud           | Döntő            | Carlos Alcaraz     | Győzelem  | Danyiil Medvedev      |  |  |
| 2024       | 1/2 Döntő       | Jannik Sinner       | 1/4 Döntő     | Casper Ruud           | Döntő            | Carlos Alcaraz     | 3. kör    | Alexei Popyrin        |  |  |
| 2025       | 1/2 Döntő       | Alexander Zverev    | 1/2 Döntő     | Jannik Sinner         | ?                | ?                  | ?         | ?                     |  |  |

## Év végi világranglista-helyezései
| Év       | 2003 | 2004 | 2005 | 2006 | 2007 | 2008 | 2009 | 2010 | 2011 | 2012 | 2013 | 2014 | 2015 | 2016 | 2017 | 2018 |
| Helyezés | 679  | 186  | 78   | 16   | 3    | = 3  | = 3  | = 3  | 1    | = 1  | 2    | 1    | = 1  | 2    | 12   | 1    |

## Magyarul megjelent művei
- A győztes étrend. 14 napos gluténmentes étrend a tökéletes testi és lelki erőnlétért; előszó William Davis, ford. Zentai György; Gabo, Bp., 2016

## Fordítás
- Ez a szócikk részben vagy egészben  a   Novak Djokovic című angol Wikipédia-szócikk ezen változatának fordításán alapul.  Az eredeti cikk szerkesztőit annak laptörténete sorolja fel. Ez a jelzés csupán a megfogalmazás eredetét és a szerzői jogokat jelzi, nem szolgál a cikkben szereplő információk forrásmegjelöléseként.